# Marius Onofraș
Daniel Marius Onofraș (ur. 17 sierpnia 1980 w Jassach) – piłkarz rumuński grający na pozycji pomocnika. Obecnie reprezentuje barwy klubu CSMS Iași.